# 想色〜オモイ・ノ・イロ〜
『想色〜オモイ・ノ・イロ〜』は、2004年公開の喜屋武靖監督による日本映画。

## ストーリー
高校時代仲のよかった杏奈、祐香、亜紀が高校卒業後、すれ違う互いの心に戸惑いながらも友情を確かめていく青春ドラマ。

## 主な出演者
- 若槻千夏
- 太田千晶
- 岩佐真悠子
- 川村亜紀
- 布川敏和
- 前田耕陽
- 滝沢涼子
- 唐橋充
- 藤平涼二
- 高槻純
- 岡田ひとみ
- 瑠川あつこ

## スタッフ
- 監督：喜屋武靖
- プロデューサー：川上泰弘、山崎義一
- 企画：狩野善則
- 脚本：喜屋武靖
- 撮影：池内義浩
- 編集：喜屋武靖
- 音楽：黒川大輔
- 照明：山本浩資
- 録音：小宮元
- 制作：ディメンション
- 製作：ケイエスエス
- 技術協力：パナソニックDVワークショップDU
- 主題歌：girl/MASANCO